# Diadelia albomaculatoides
Diadelia albomaculatoides là một loài bọ cánh cứng trong họ Cerambycidae.